# 1672.
◄ | 16. stoljeće | 17. stoljeće | 18. stoljeće | ►
◄ | 1640-ih | 1650-ih | 1660-ih | 1670-ih | 1680-ih | 1690-ih | 1700-ih | ►
◄◄ | ◄ | 1669. | 1670. | 1671. | 1672. | 1673. | 1674. | 1675. | ► | ►►
Arhitektura • Astronomija • Biologija • Glazba • Kazalište • Kemija • Kiparstvo • Knjige • Književnost • Kršćanstvo • Medicina • Politika • Pravo • Promet • Slikarstvo • Znanost

## Smrti
- 2. travnja – Pedro Calungsod, filipinski svetac (* 1654.)

## Vanjske poveznice
|  | Zajednički poslužitelj ima još gradiva o temi 1672. |